# Jane Levy
Jane Colburn Levy (Los Angeles County, 29 december 1989) is een Amerikaanse actrice.

## Biografie
Levy werd geboren in Los Angeles County als de dochter van Mary Tilbury en Lester Levy. Levy's vader is Joods en haar moeder heeft een Britse achtergrond. Ze bracht haar jeugd door in Marin County, waar ze ook naar de middelbare school ging. Terwijl ze op de middelbare school zat was ze aanvoerder van het voetbalteam en was lid van een hiphopdansgroep. Ook verscheen ze in theaterproducties als Annie en de Tovenaar van Oz. Toen haar carrière in 2011 begon, verhuisde ze naar New York. Ze is bekend voor haar rol in ABC's  Suburgatory als Tessa Altman. Ze had haar tv-debuut in Showtime's Shameless. Levy speelde in Fun Size en Nobody Walks in 2012 en Evil Dead in 2013. Het tijdschrift Forbes zette haar in de lijst van 30 onder 30 die "de wereld opnieuw uitvinden".

## Privéleven
Op 3 maart 2011 trouwde Levy met acteur Jaime Freitas. Het koppel ging na een half jaar weer uit elkaar.

## Filmografie
- Biblioteca Nacional de España: XX5335761
- Bibliothèque nationale de France: cb16731049d (data)
- Gemeinsame Normdatei: 1125045299
- International Standard Name Identifier: 0000 0004 0212 6520
- Library of Congress Control Number: no2013027060
- MusicBrainz: a75cf2b7-82de-4dc1-a54a-45099492a2f3
- Nederlandse Thesaurus van Auteursnamen: 363557776
- Système universitaire de documentation: 191938890
- Virtual International Authority File: 297460508
- WorldCat: E39PBJjmV8dWQKBQVkDt3ycwYP